# کهکشان سیفرت

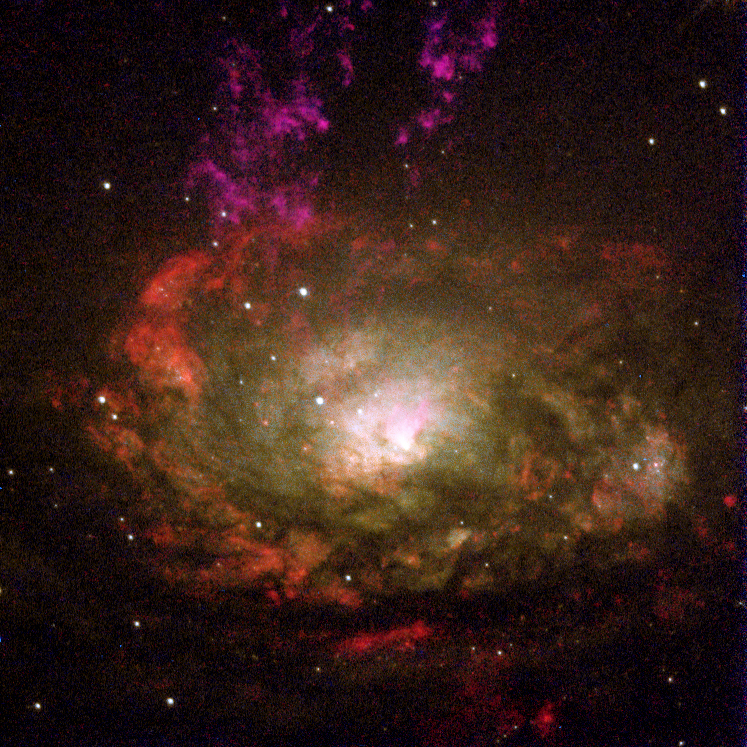
کهکشان دوپرگار، نمونهٔ (II) کهکشان سیفرت

کهکشان سیفرت یا کهکشان‌های سیفرت؛ (انگلیسی: Seyfert galaxy)، یکی از دو گروه بزرگ هسته‌های کهکشانی فعال، همراه اختروشها هستند. آن‌ها هسته‌های اختروش مانندی (منابع بسیار درخشان، دوردست و روشن از تابش الکترومغناطیسی) با درخشندگی سطحی بسیار بالا دارند که طیف‌های آن‌ها خطوط انتشار قوی با یونیزاسیون بالا را نشان می‌دهد،
اما برخلاف اختروش‌ها، کهکشان‌های میزبان آن‌ها به روشنی قابل تشخیص هستند.
کهکشان‌های سیفرت حدود ۱۰٪ کل کهکشان‌ها را تشکیل می‌دهند
و در ردیف جستارهایی که در اخترشناسی مورد بررسی ویژه فرار دارند هستند، زیرا بسیاری بر این باورند که آن‌ها از همان پدیده‌هایی که در اختروش‌ها اتفاق می‌افتد نیرو می‌گیرند، هرچند آن‌ها نزدیکتر و درخشان‌تر از اختروش‌ها هستند. این کهکشان‌ها در مرکز خود دارای سیاه‌چاله‌های فوق‌العاده‌ای هستند که توسط قرص برافزایشی؛ که از مواد در حال سقوط به سیاه‌چاله ساخته شده، احاطه شده‌ند. باور کنونی بر این است که دیسک‌های جمع‌کننده منبع تابش پرتو فرابنفش‌ی که مشاهده می‌شود هستند. خطوط انتشار و جذب فرابنفش بهترین نشان تشخیص را برای ترکیب مواد اطراف ارائه می‌دهد.
در نور مرئی، بیشتر کهکشان‌های سیفرت، مانند کهکشان‌های مارپیچی معمولی به نظر می‌رسند، اما هنگامی که تحت طول موج‌های دیگر مورد بررسی قرار می‌گیرند، درخشش هسته‌های آن‌ها از نظر تابندگی آشکار می‌شود، که با تابندگی تمامی کهکشان راه شیری قابل مقایسه است.
کهکشان‌های سیفرت به نام کارل سیفرت نامگذاری شده‌است که نخستین بار در سال ۱۹۴۳ این کلاس را توصیف کرد.